# AirHelp
AirHelp es un servicio en línea que permite a los pasajeros de aerolíneas reclamar compensación por cancelaciones, retrasos o sobreventa de vuelos.
Inicialmente, la empresa se centró en Europa, donde utiliza el Reglamento Europeo nº 261/2004 para reclamar la compensación a la que tiene derecho los pasajeros en caso de denegación de embarque, cancelación o retrasos prolongados de vuelos. Sin embargo, desde 2020, AirHelp ha ampliado su servicio y también presta asistencia a pasajeros con vuelos en EE. UU., Canadá, Brasil, Turquía y Asia.
AirHelp ha ayudado a más de 2,7 millones de pasajeros a recibir compensaciones por sus incidencias en sus vuelos, lo que la convierte en una de las empresas líderes a nivel mundial en servicios de reclamación de compensaciones.

## Historia
AirHelp fue fundada en enero de 2013 por Henrik Zillmer. En su primer año, la empresa lanzó sitios web en ocho países y cinco idiomas.
En marzo de 2014, AirHelp se graduó del prestigioso programa de aceleración de startups de Winter Class de Y Combinator en Silicon Valley. Dos meses después, en mayo de 2014, la empresa ganó el Spark Award a la innovación en la conferencia inaugural Collision Conference en Las Vegas, destacándose entre más de 500 postulantes. Ese mismo año, AirHelp fue nombrada Mejor Startup Danesa del Año por los Nordic Startup Awards.
En octubre de 2015, AirHelp lanzó la primera edición del AirHelp Score, un sistema de clasificación que evalúa las principales aerolíneas del mundo según puntualidad, opinión de clientes y eficiencia en el procesamiento de compensaciones.
En agosto de 2016, AirHelp recaudó 12 millones de dólares en una ronda de financiación Serie A. La ronda incluyó inversiones de Khosla Ventures y Evan Williams, cofundador y ex-CEO de Twitter.
En enero de 2017, la empresa lanzó AirHelp+, un programa de membresía que garantiza que los pasajeros elegibles reciban el 100 % de su compensación. En marzo del mismo año, AirHelp presentó a Herman, el primer asistente legal del mundo impulsado por inteligencia artificial, diseñado para optimizar el procesamiento de reclamaciones a gran escala.
En enero de 2018, AirHelp cofundó APRA (Association of Passenger Rights Advocates), una organización destinada a promover los derechos de los pasajeros a nivel global. Más adelante ese año, en noviembre de 2018, la compañía ganó el premio Launch People’s Choice Award en la conferencia Phocuswright.
En julio de 2019, AirHelp se expandió a Brasil, lo que le permitió ayudar a pasajeros bajo la normativa ANAC 400 del país.
En 2020, durante la pandemia de COVID-19 y la casi total paralización del tráfico aéreo, AirHelp continuó defendiendo los derechos de los pasajeros, especialmente en lo relativo a reembolsos en efectivo por vuelos cancelados. En septiembre de 2020, la compañía comenzó a ofrecer el plan Complete para los miembros de AirHelp+, que incluía acceso a salas VIP en aeropuertos en caso de retrasos de vuelo.
En marzo de 2021, AirHelp obtuvo una victoria histórica en el Tribunal de Justicia de la Unión Europea, que reafirmó el derecho de los pasajeros a recibir compensación por interrupciones de vuelos causadas por huelgas del personal de las aerolíneas. En agosto de 2021, la empresa amplió su servicio de atención al cliente para ofrecer chat en vivo las 24 horas, los 7 días de la semana. Ese mismo año, AirHelp cerró una ronda Serie B-2 de 9 millones de dólares. Las principales inversiones provinieron de NE II Feeder Société en commandite spéciale, TempoCap, MyCo Aps, H14 S.p.A. y Nordic Eye.
En mayo de 2022, AirHelp publicó su primera Guía de Derechos del Pasajero Aéreo. En agosto de 2022, lanzó su primer seguro para vuelos retrasados o cancelados para miembros selectos de AirHelp+.
En julio de 2023, AirHelp comenzó a asistir a pasajeros bajo la normativa SHY Passenger de Turquía. Al mes siguiente, introdujo un producto de seguro de equipaje para maletas perdidas o retrasadas, disponible para algunos miembros selectos de AirHelp+. En octubre de 2023, la compañía anunció que había pagado compensaciones a 2 millones de pasajeros. En noviembre de 2023, se asoció con One Tree Planted para plantar un árbol por cada 100 vuelos interrumpidos. En 2023, AirHelp recibió el Premio Alemán al Servicio Alemán de DISQ (Deutsches Institut für Service-Qualität GmbH & Co. KG) y el canal de noticias ntv Nachrichten.
En abril de 2024, AirHelp presentó dos nuevos niveles de membresía AirHelp+: Smart y Pro. En junio de 2024, la compañía empezó a asistir a pasajeros amparados bajo la regulación de derechos de pasajero aéreo de Arabia Saudí. Ese mismo año, AirHelp fue reconocida como uno de los Lugares de Trabajo Más Queridos por el Best Practice Institute, y recibió el Deutsche Kunden Award por su excelente relación calidad-precio, otorgado por DtGV – Deutsche Gesellschaft für Verbraucherstudien mbH.
En marzo de 2025, AirHelp obtuvo una inversión minoritaria significativa por parte de Abry Partners. El mes siguiente, la empresa celebró haber superado los 10 millones de clientes de AirHelp+. En mayo de 2025, AirHelp lanzó la aplicación móvil AirHelp Flight & Claim Tracker, diseñada para simplificar el seguimiento de compensaciones para los usuarios. En 2025, AirHelp fue nuevamente certificada como uno de los Lugares de Trabajo Más Querido por el Best Practice Institute, ocupando el puesto 18 en el ranking global Top 100 Global Most Loved Workplaces de Newsweek, y fue nombrada Mejor Proveedora de Servicios de Compensación de Vuelos por los Spanish Business Awards.
En mayo de 2025, AirHelp presentó un nuevo producto de seguro para proteger a los miembros de AirHelp+ en caso de pérdida de vuelos de conexión debido a retrasos o cancelaciones previas.

## Servicios

### Legislación
AirHelp utiliza cláusulas del Reglamento (CE) nº 261/2004 en Europa y otras normativas locales de derechos de pasajeros, como UK261 en el Reino Unido, ANAC 400 en Brasil, las regulaciones de protección a pasajeros en Canadá, el Montreal Convention en EE. UU., SHY Passenger en Turquía, y PRPR en Arabia Saudí, para ayudar a los pasajeros a obtener compensaciones.

### Evaluación inicial
La elegibilidad de cada viajero se determina primero mediante un formulario web o la aplicación móvil. La evaluación inicial para comprobar si procede una compensación es gratuita. Si AirHelp determina que el pasajero tiene derecho a compensación, este puede contratar a la empresa para gestionar la reclamación a cambio de una comisión, que solo se cobra si se obtiene la compensación.

### Acuerdo extrajudicial vs acción legal
Cuando una aerolínea se niega a llegar a un acuerdo, AirHelp, junto con sus abogados, puede emprender acciones legales. En varias ocasiones, estas demandas han llevado a los tribunales a clarificar cuestiones jurídicas sobre los derechos de los pasajeros.

### Membresía AirHelp+
AirHelp+ es el programa de membresía anual de AirHelp que ayuda a los pasajeros en caso de interrupciones de vuelo. Los miembros no pagan comisiones cuando AirHelp obtiene su compensación. Además, disfrutan de una variedad de beneficios adicionales, como acceso a salas VIP en cuando los vuelos se retrasan demoras y hasta 400 € de cobertura de seguro por interrupciones de vuelo, equipaje retrasado o perdido y conexiones perdidas.

### Tecnología
Para fundamentar las reclamaciones contra las aerolíneas, AirHelp recopila información de múltiples bases de datos para verificar las circunstancias relacionadas con la interrupción del vuelo. Esto permite ofrecer una experiencia fluida al cliente y una elevada tasa de éxito en la obtención de compensaciones. La compañía también utiliza IA para cotejar la elegibilidad del pasajero con el motivo que da la aerolínea para rechazar la reclamación, que a menudo está relacionado con condiciones meteorológicas. Luego, las aerolíneas deben presentar pruebas de que el vuelo se interrumpió por el clima.
AirHelp fue una de las primeras empresas en adoptar automatización avanzada de procesos e IA, y cuenta con cuatro bots que asisten en el proceso de reclamación: "Herman", "Lara", "AgA" (que revisa todas las reclamaciones iniciales) y "Docky", que solicita automáticamente documentación adicional a los pasajeros.

## Clasificaciones globales de aerolíneas
Desde 2015, AirHelp elabora anualmente un informe global de clasificación de aeropuertos y aerolíneas. Los aeropuertos se califican según su puntualidad (60 %), la calidad del servicio (20 %) y oferta de tiendas y gastronomía (20 %). Por su parte las aerolíneas se califican en función de puntualidad, la calidad del servicio y procesamiento de reclamaciones, con igual ponderación en cada categoría.
AirHelp utiliza sus propias bases de datos, proveedores comerciales y encuestas a pasajeros para recopilar los datos que sustentan sus informes. Basándose en su puntuación AirHelp Score, medios como Bloomberg News ha publicado reportajes sobre las mejores y peores aerolíneas y aeropuertos del mundo en 2024 y 2025. Las clasificaciones de AirHelp también han sido utilizadas por otos medios, como MSN, Yahoo Life y New York Post. A junio de 2025, AirHelp cuenta con una puntuación de 4,6 sobre 5 en Trustpilot, clasificada como "Excelente".